# Hsu Tain-tsair
Hsu Tain-tsair (Kuantien, 23 gennaio 1951) è un politico taiwanese.
È l'attuale sindaco della città di Tainan ed è in carica dal 2001.

## Biografia
Nato nella regione di Tainan, si laureò in economia negli Stati Uniti d'America, dove iniziò a prendere parte al movimento per la dichiarazione di indipendenza di Taiwa dalla Cina continentale; per questa posizione, fu escluso dal rimpatrio fino a quando governò il Kuomintang.
Nel 1990, quando Hsu ritornò a Taiwan, aderì al Democratic Progressive Party (DPP), con il quale fu eletto in Parlamento tre volte e nel quale assunse un ruolo predominante in materia economica.
Prescelto come candidato per la carica di sindaco di Tainan, fu eletto alla carica nel 2001; vi sviluppò lavori pubblici ed incoraggiò il turismo (dedicando anche un'apposita unità di polizia a proteggere i turisti), rivendicando di aver migliorato l'ambiente cittadino.